# Cylisticus discolor
Cylisticus discolor är en kräftdjursart som beskrevs av Karl Wilhelm Verhoeff 1949. Cylisticus discolor ingår i släktet Cylisticus och familjen Cylisticidae. Inga underarter finns listade i Catalogue of Life.